# Puerto de Apalachicola
El Puerto de Apalachicola (en inglés: Port of Apalachicola)  es un histórico puerto Costa del Golfo que se encuentra en la isla St. George en el condado de Franklin, Florida. El Puerto de Apalachicola se encuentra en la desembocadura del río Apalachicola en las afueras de la bahía Apalachicola, en la llamada Intracoastal Waterway. 
El Puerto de Apalachicola fue de importancia estratégica primordial durante la guerra civil de Estados Unidos. Las Fuerzas de la Unión establecieron un bloqueo del puerto el 11 de junio de 1861, con el USS Montgomery. A veces, el bloqueo empleó un escuadrón de tres o más barcos en la zona. El 3 de abril de 1862, un desembarco en Apalachicola se logró sin resistencia por parte de la Confederación. El puerto siguió cambiar de manos varias veces durante toda la guerra, por lo general sin graves conflictos.